# Saint Jérôme (Gérôme)
Saint Jérôme est une huile sur toile de 1874 du peintre français Jean-Léon Gérôme. Elle est conservée au Musée Städel de Francfort-sur-le-Main en Allemagne.
Le tableau est offert par les héritiers du banquier Otto Hauck en 1935. La toile, qui n’avait pas été inventoriée, a été redécouverte lors des travaux d’agrandissement du musée. L’oeuvre restaurée est intégrée à l’exposition permanente installée dans les nouvelles salles d’art moderne fin 2011.
Jean-Léon Gérôme aime particulièrement le sujet des lions qu’il a peint à de nombreuses reprises. Quant à St Jérome, il l’a déjà peint à Paris dans l’église St Séverin dans La dernière communion de St Jérôme en 1854.
La toile, de format horizontal, représente saint Jérôme de Stridon dormant à même le sol, dans une grotte, la tête reposant sur un lion lui aussi endormi.
Le saint est simplement vêtu d’un vieux pagne blanc. Il est chauve, il a une longue barbe blanche et une fine auréole sur la tête. Il est maigre et a les pieds sales.
À droite se trouve un bâton et une table faite d’une pierre à plat sur laquelle repose un rouleau de parchemin couvert d’écriture et un encrier.
Le tableau mesure 69 cm par 93 cm. La signature de l’artiste se trouve au milieu à droite sur une pierre : J.L. GEROME.

## Galerie

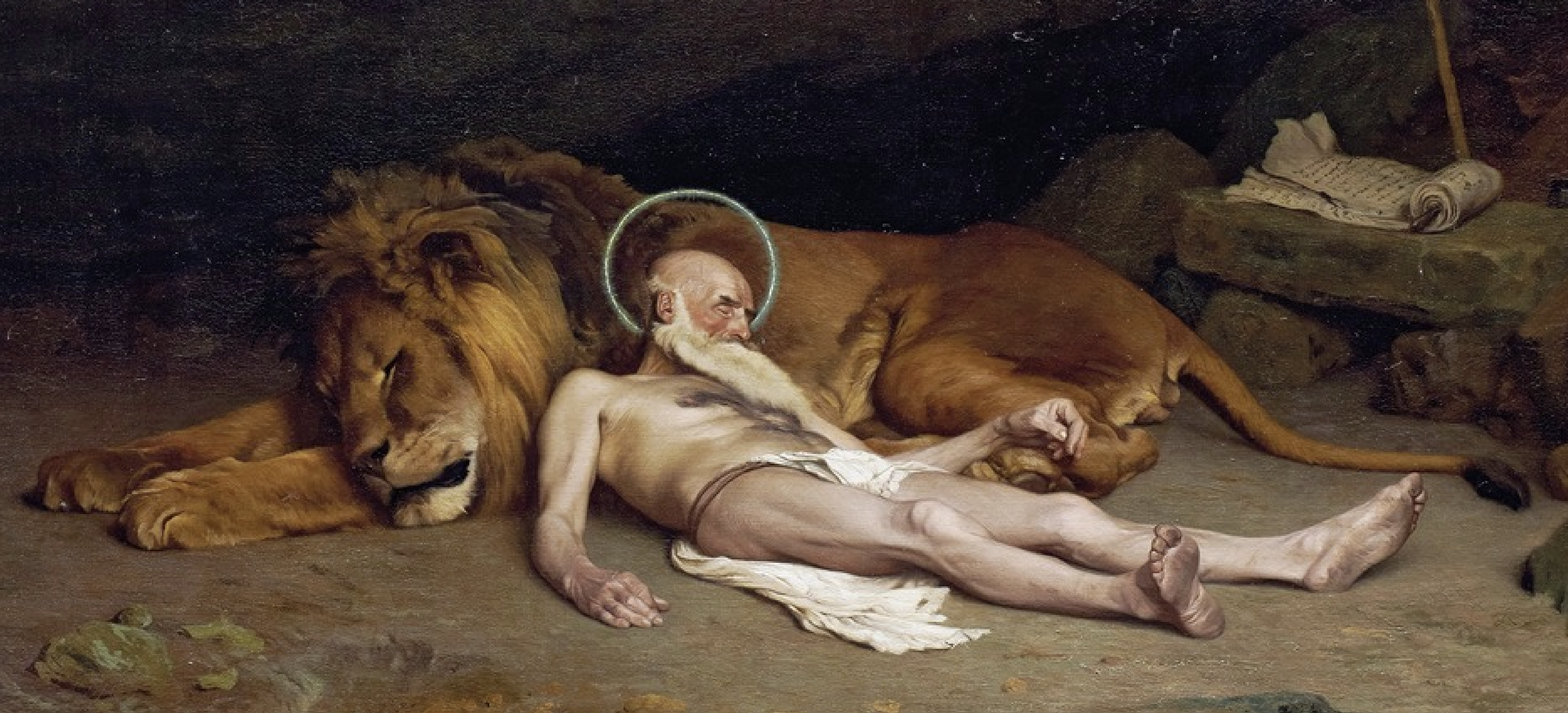
Détail.
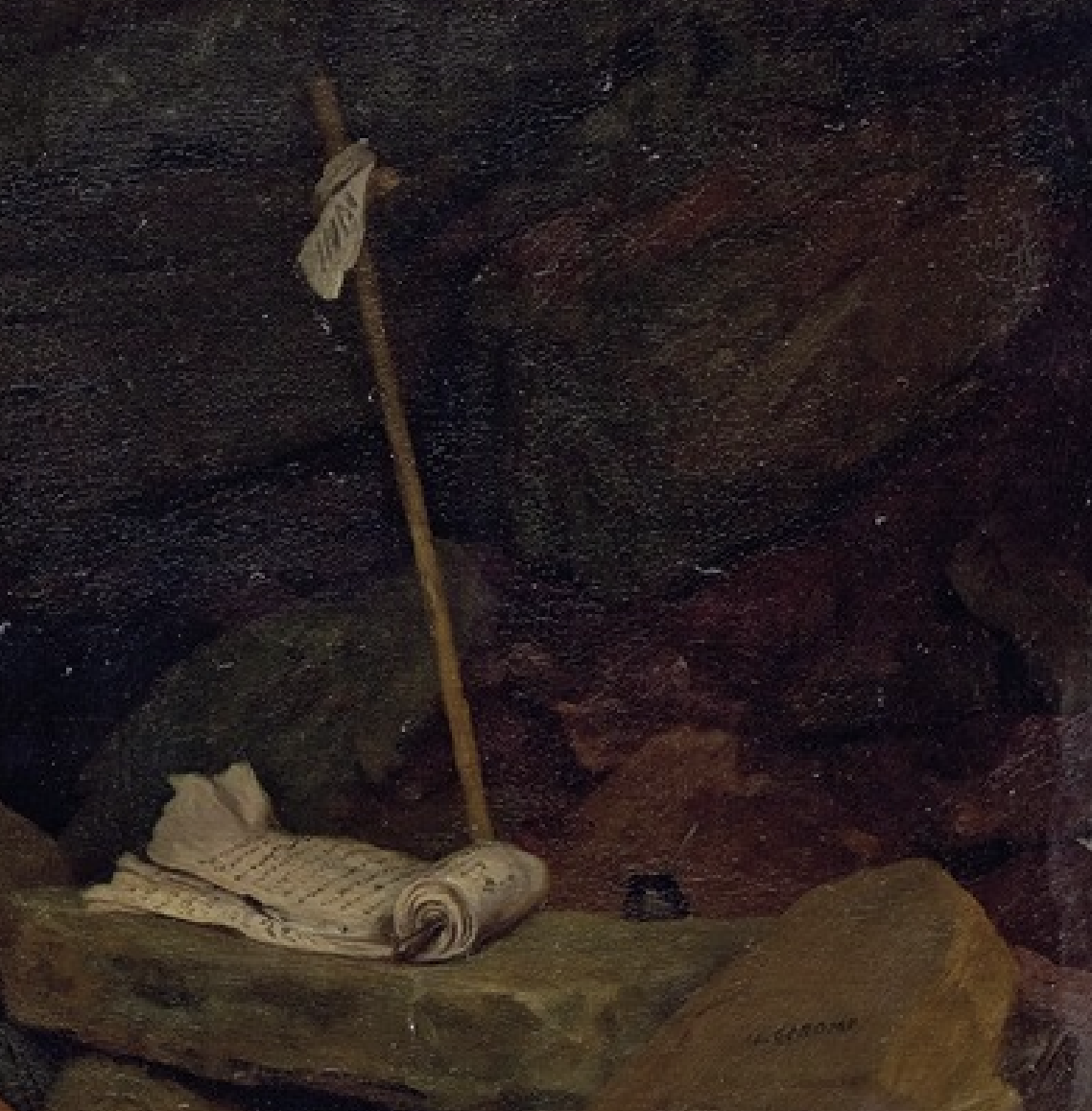
Détail.
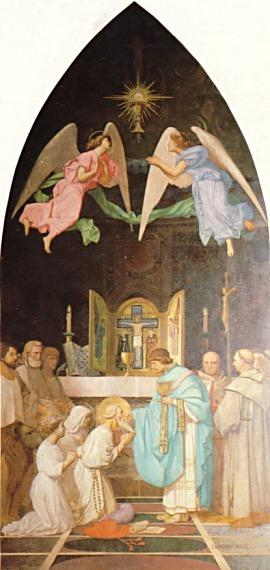
La dernière communion de St Jérôme.